# СХТЗ 15/30
СХТЗ 15/30 — марка колёсного трактора, выпускавшегося с 1930 года Сталинградским тракторным заводом и с 1931 года Харьковским тракторным заводом. Трактор предназначался для работы на вспашке почвы с двух- или трёхкорпусным плугом, работы с навесными сельскохозяйственными орудиями, привода стационарных машин. В 1930-е и 1940-е годы этот трактор был самым распространённым в СССР.

## Разработка и выпуск

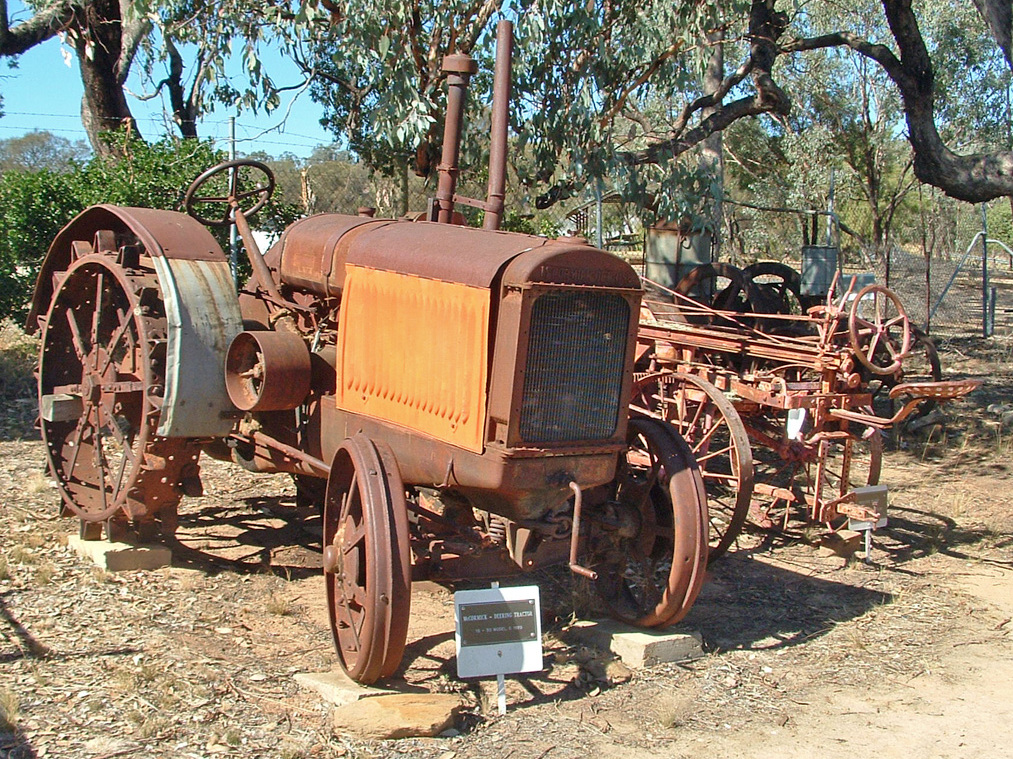
McCormick Deering 15-30

Трактор был разработан на основе конструкции одного из лучших тракторов того времени «McCormick Deering 15-30» выпускавшегося американской компанией «International Harvester» c 1921 по 1934 гг.
Трактор имел классическую для тракторов компоновку: задние ведущие колёса увеличенного диаметра и передние направляющие уменьшенного диаметра, рамную конструкцию. Керосиновый карбюраторный двигатель мощностью 31,5 л.с. позволял трактору работать с нагрузкой в диапазоне рабочих скоростей от 3,5 до 7,4 км/ч.
Всего было выпущено 390 500 тракторов. На тракторостроительных заводах производство тракторов было свёрнуто в 1937 году. В послевоенные годы трактор производился на Московском авторемонтном заводе.

## Сохранившиеся экземпляры

### Музеи
- Беларусь Один экземпляр СХТЗ 15/30 находился в экспозиции старого комплекса Музея ВОВ в Минске.
- Россия Первый трактор СТЗ 15/30, сошедший с конвейера Сталинградского тракторного завода, был подарен трудовым коллективом завода XVI съезду ВКП(б). Ныне экспонируется в Музее современной истории России.
- Россия Частично восстановленный трактор СХТЗ 15/30 установлен на постаменте около краеведческого музея в городе Бикин.
- Россия Отреставрированный СХТЗ 15/30 установлен на постаменте перед корпусом инженерного факультета СамГАУ в поселке городского типа Усть-Кинельский.
- Россия Экземпляр СХТЗ 15/30 в хорошем состоянии установлен на постаменте около Гдовского музея истории края.
- Россия Экземпляр СХТЗ 15/30 в хорошем состоянии стоит в фойе Липецкого областного краеведческого музея.
- Россия Экземпляр СХТЗ 15/30 находится в экспозиции выставочного комплекса «Салют, Победа!» в Оренбурге.
- Россия Трактор СТЗ 15/30 находится в экспозиции Музея освоения целины Парка Победы города Саратова.
- Россия Трактор СХТЗ установлен около краеведческого музея в городе Славгород Алтайского края.
- Такой же трактор стоит во дворе музея в райцентре Атня республики Татарстан
- Россия Трактор ХТЗ 15/30, работавший в леспромхозах Вяземского района Хабаровского края — экспонат Хабаровского краевого музея имени Н. И. Гродекова.
- Россия Трактор СХТЗ 15/30 расположен в экспозиции зала истории Ставропольского государственного историко-культурного и природно-ландшафтного музея-заповедника им. Г. Н. Прозрителева и Г. К. Праве.
- Россия Трактор СХТЗ 15/30 расположен в экспозиции зала «Научно-технический Музей истории трактора» г. Чебоксары
- Украина Трактор СХТЗ 15/30 находится в экспозиции Днепропетровского национального исторического музея.
- Украина Трактор СХТЗ 15/30 находится в экспозиции Полтавского краеведческого музея.
- Украина Трактор СХТЗ 15/30 находится в экспозиции Государственного политехнического музея при НТУУ КПИ в Киеве.
- Украина Сильно повреждённый и некомплектный ХТЗ 15/30 является экспонатом музея Меджибожского замка.

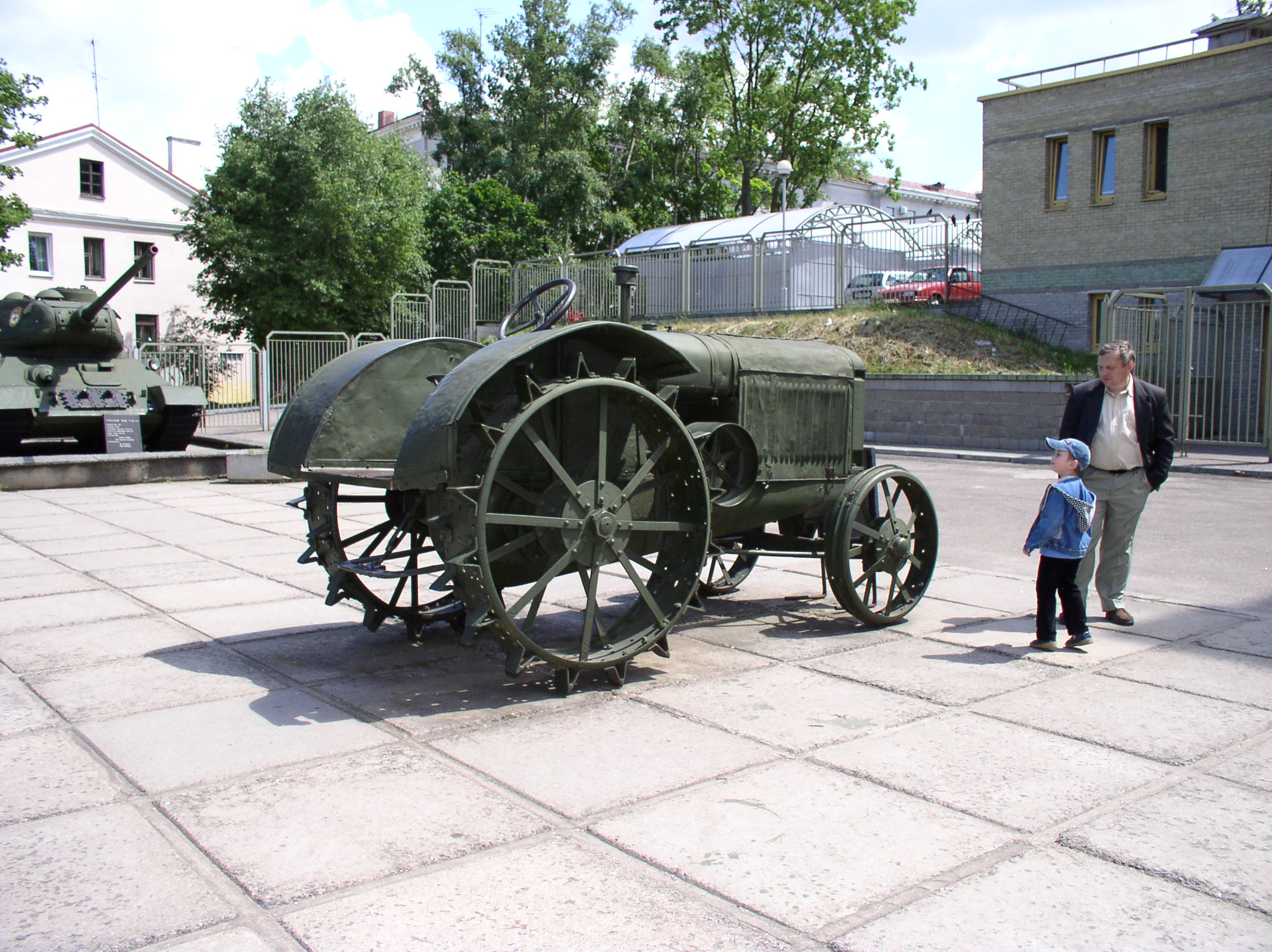
Минск
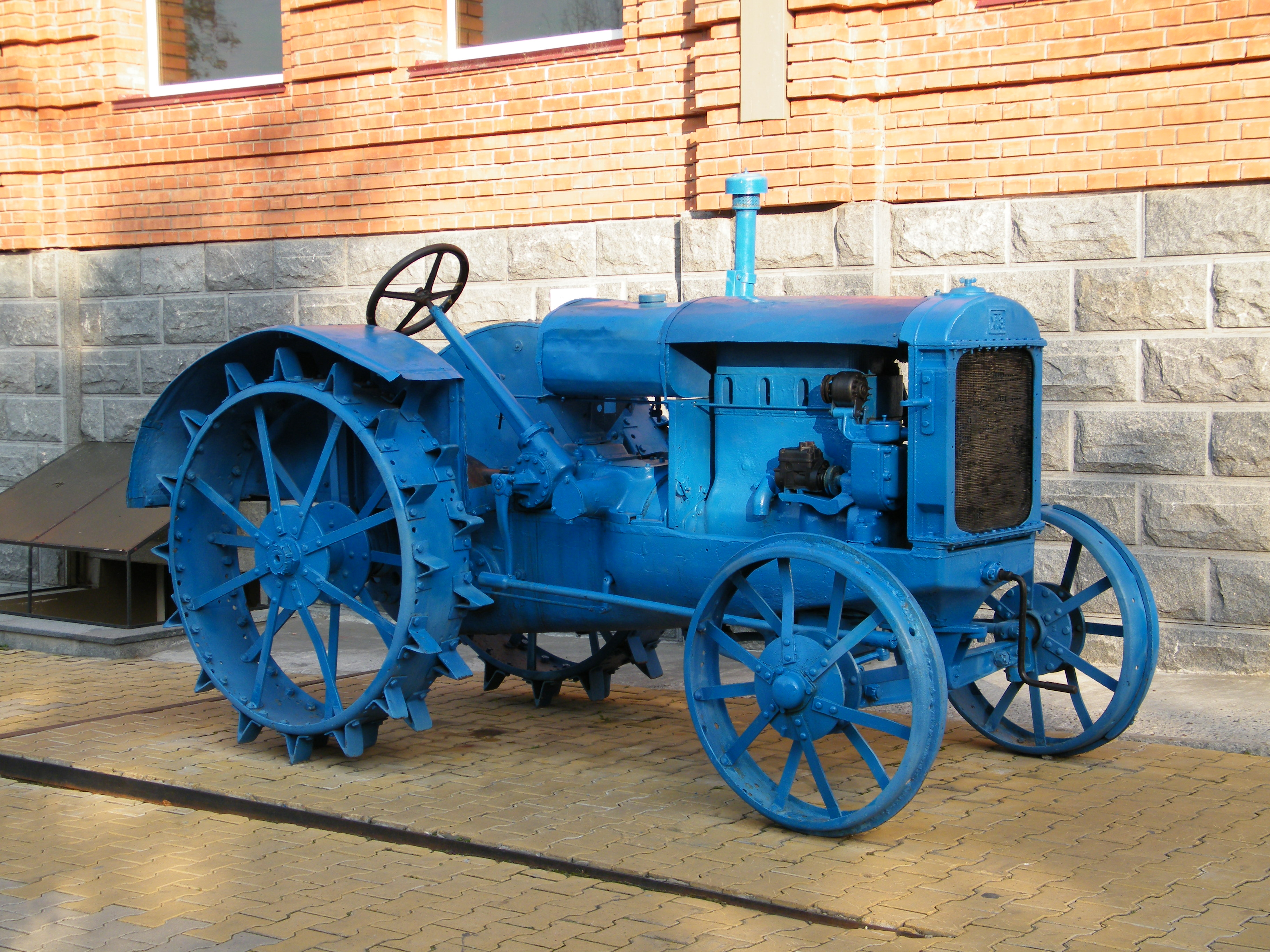
Хабаровск
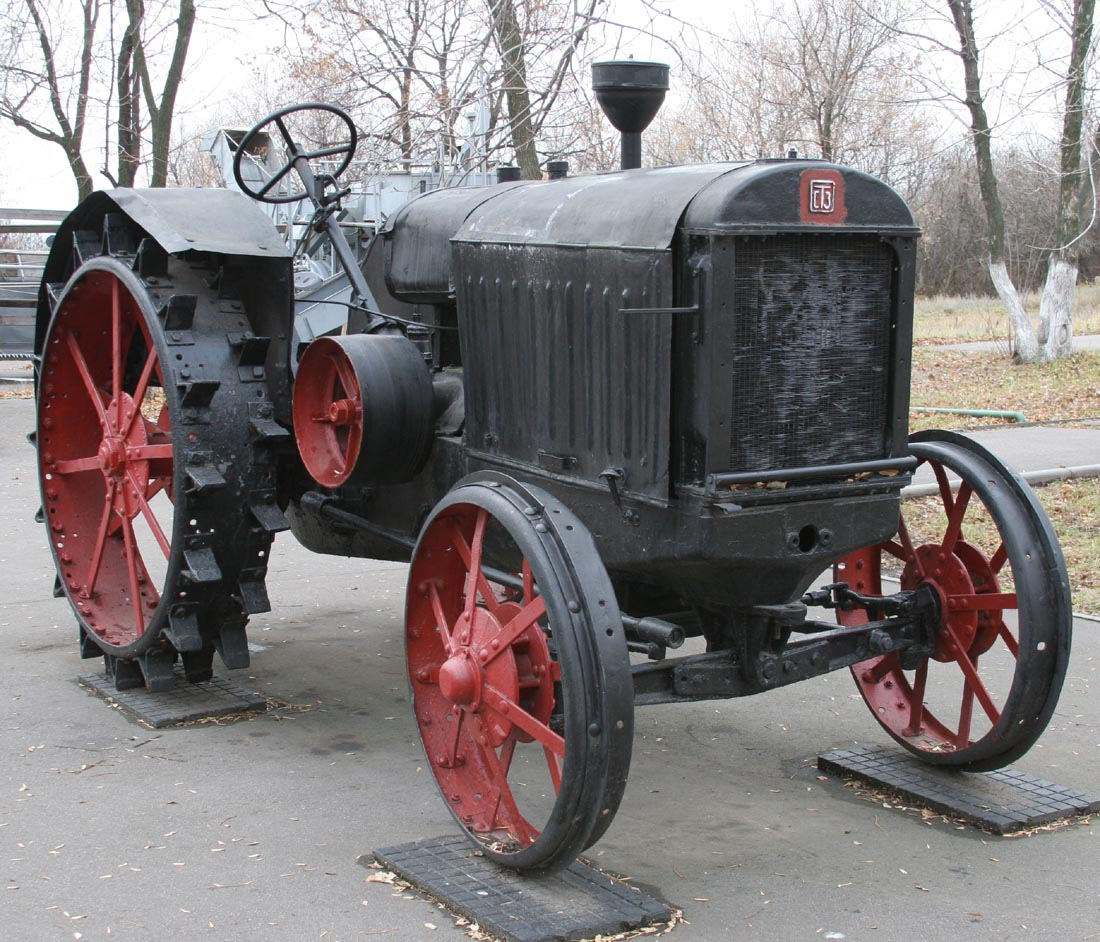
Саратов
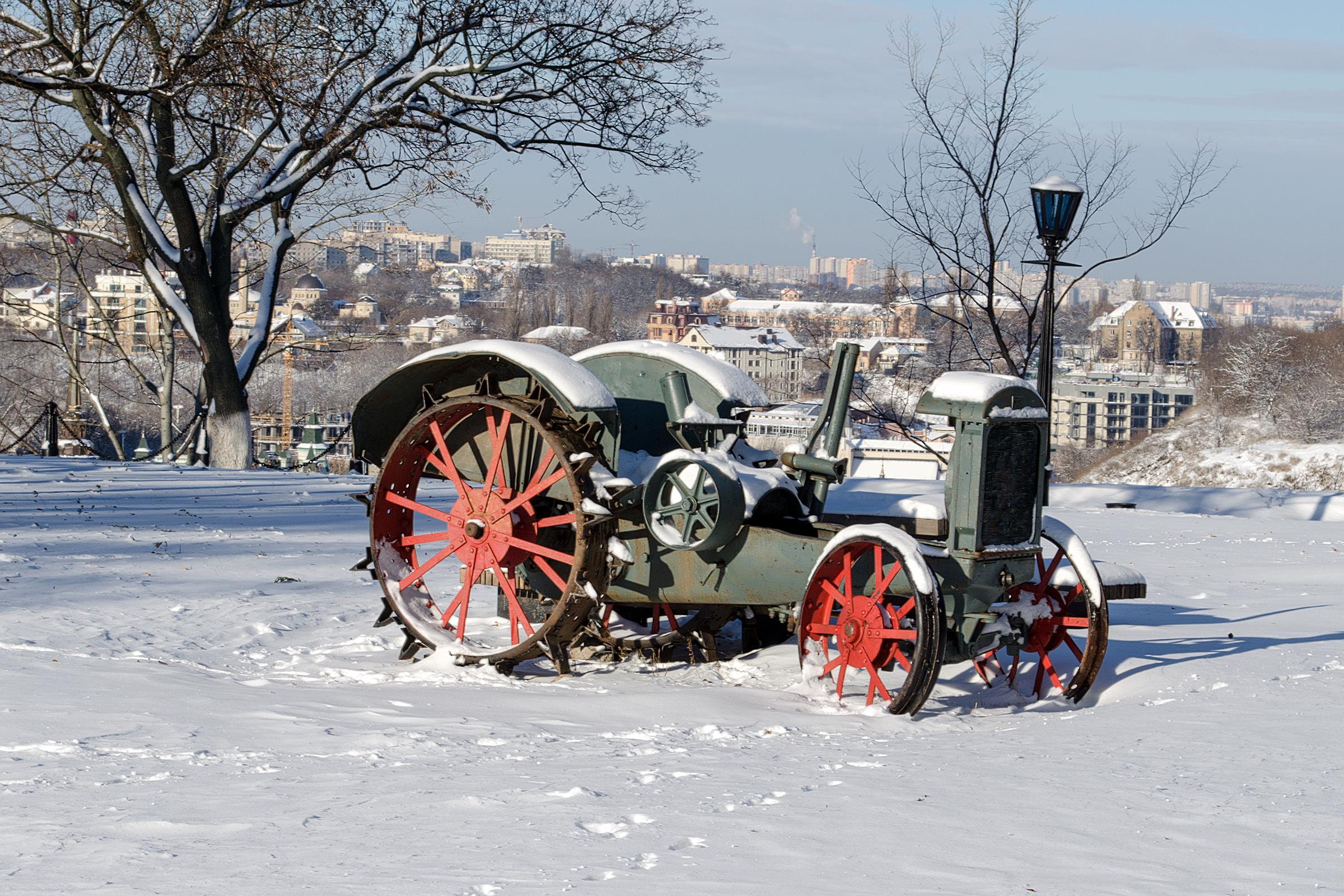
Киев
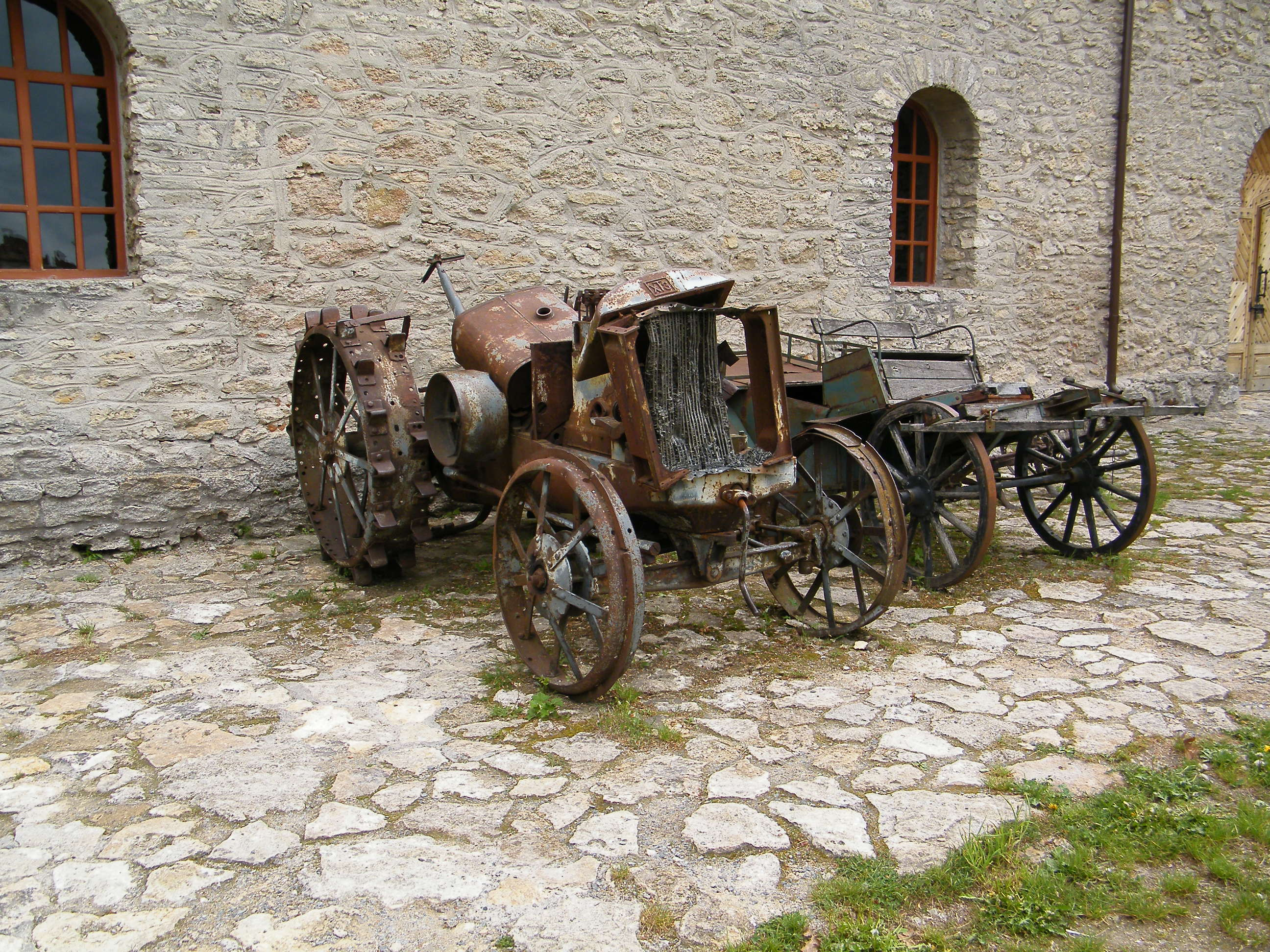
Меджибож
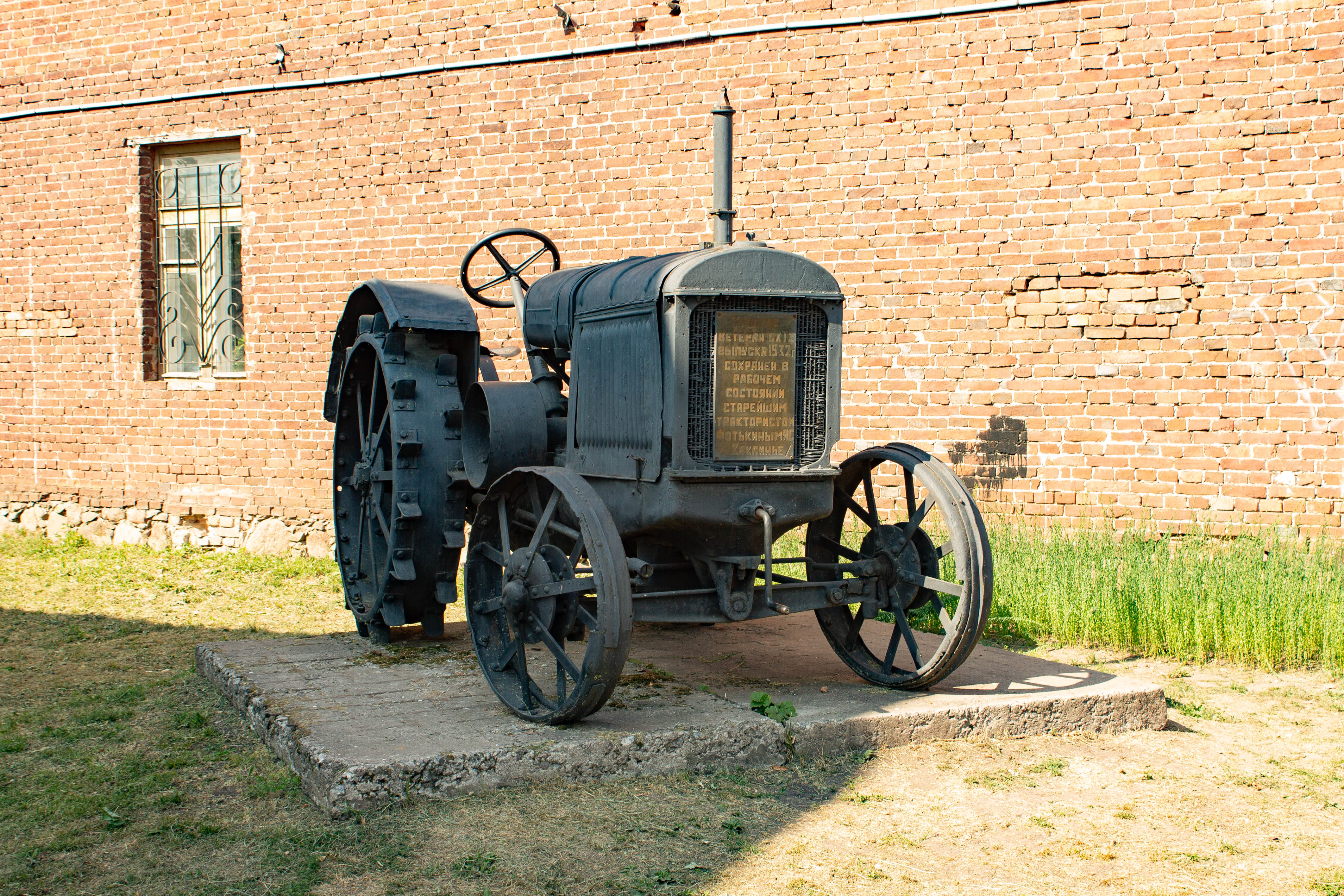
Гдов

### Памятники

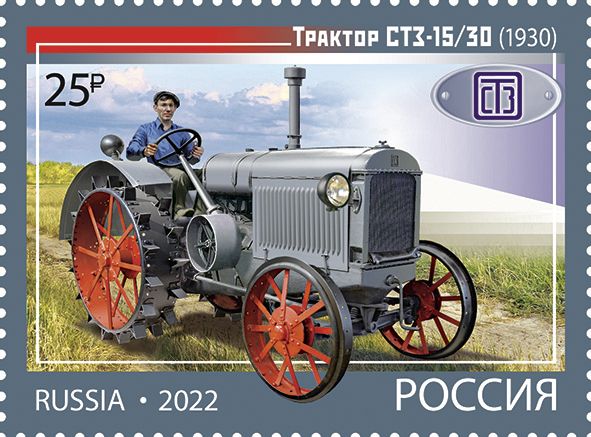
Почтовая марка

- Беларусь В городском посёлке Богушевск, Сенненского района Витебской области Белоруссии (на пересечении улиц имени Пушкина и Колхозной, на территории бывшего совхоза «Богушевский»).
- Беларусь Пинск, СХТЗ-15/30 №1126 установлен возле Музея Белорусского Полесья.
- Россия В 2004 году на территории МСХА имени К. А. Тимирязева был установлен монумент «Слава труженикам села» в виде трактора СХТЗ 15/30 на постаменте.
- Россия СХТЗ 15/30 установлен в качестве памятника в селе Старое Сандово Тверской области.
- Россия СХТЗ 15/30 находится на территории Угличского кремля (Ярославская область).
- Россия В селе Александровка Республики Мордовия.
- Россия СХТЗ 15/30 установлен на постаменте в посёлке Красногорняцкий (Ростовская область), на пересечении улиц Чапаева и Борзик.
- Россия Частично восстановленный трактор СХТЗ 15/30 установлен на постаменте в центре посёлка Магнитный Агаповского района Челябинской области, год выпуска 1936.
- Россия СХТЗ 15/30 установлен на постаменте у здания бывшего ремонтного завода «Сельхозтехника», город Аксай (Ростовская область).
- Россия СХТЗ 15/30 установлен на постаменте на проспекте Ленина в городе Порхов Псковской области.
- Россия СХТЗ 15/30 установлен на постаменте в поселке Усть-Кинельский у входа в инженерный корпус СГСХА в Самарской области.
- Украина Памятник первому трактору ХТЗ в виде макета ХТЗ 15/30 находится в Тракторозаводском сквере в Харькове.

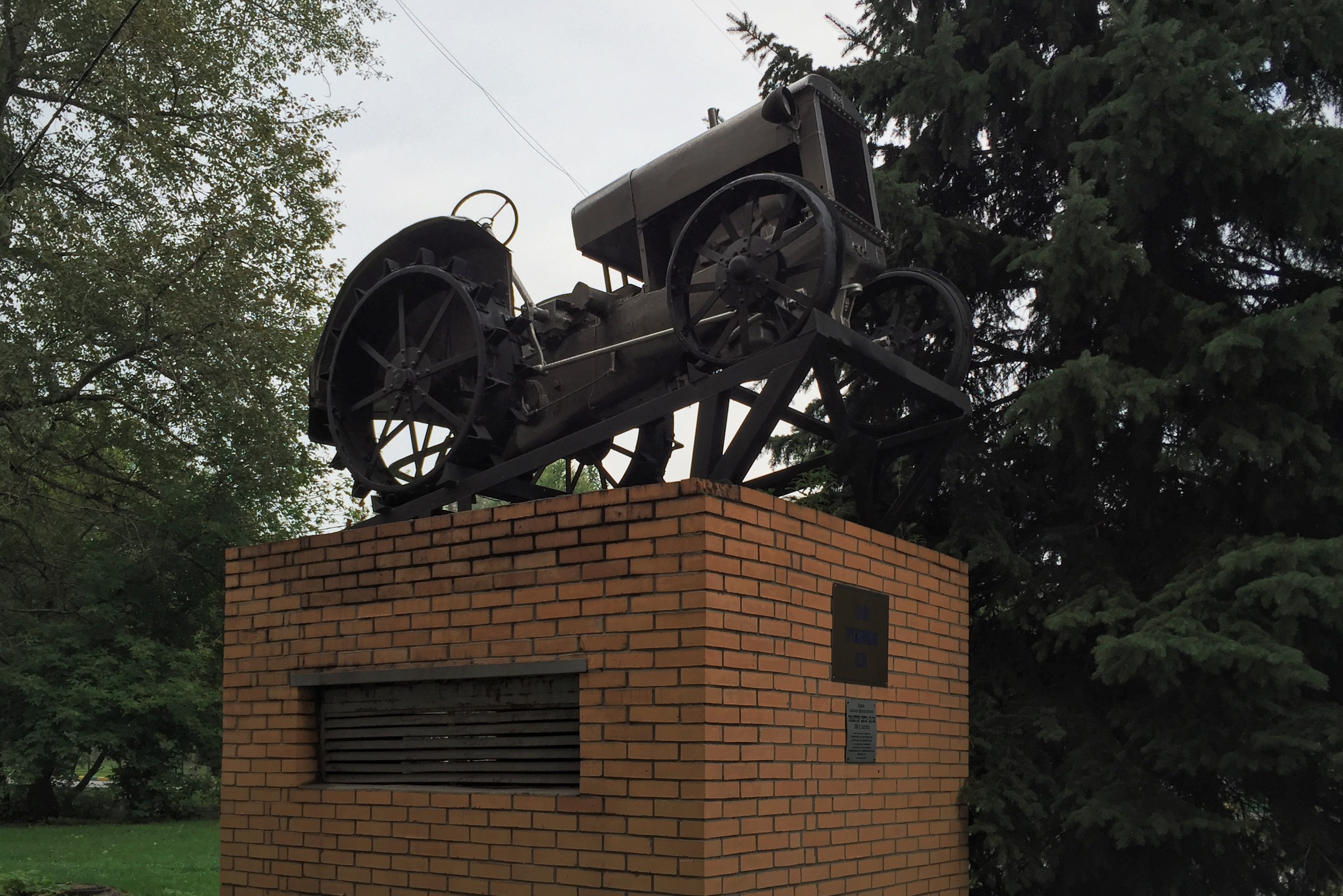
Москва
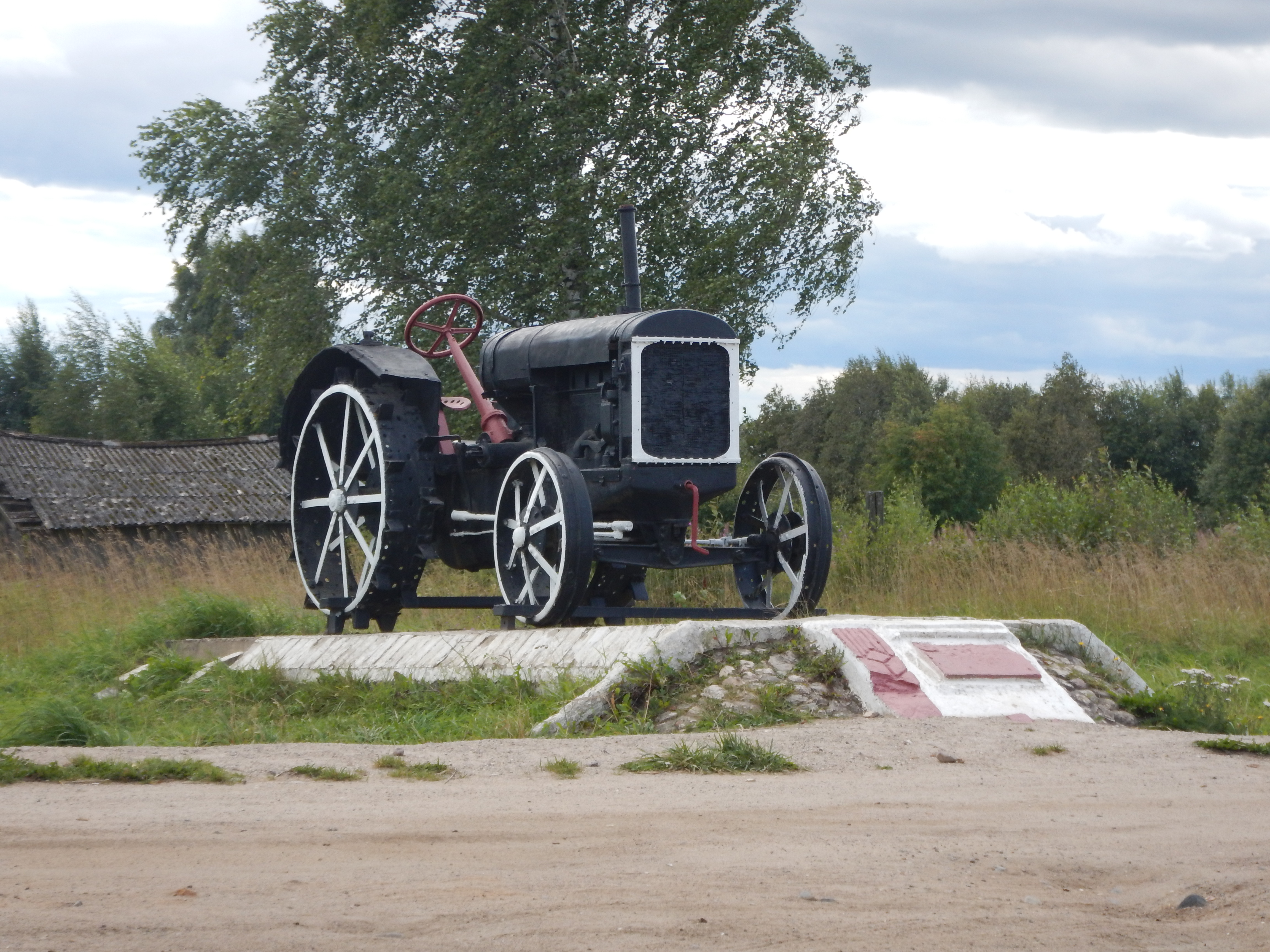
Старое Сандово
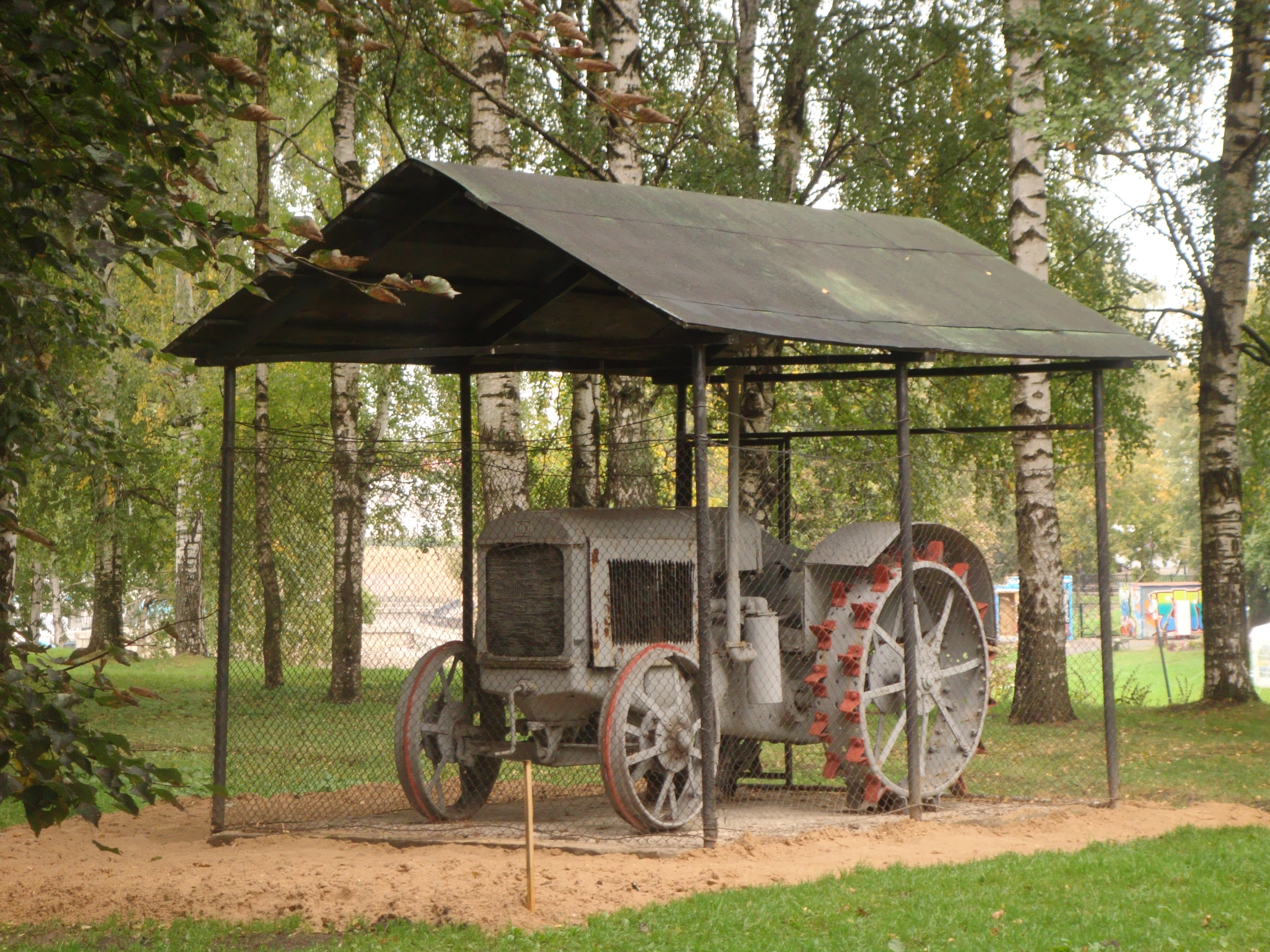
Углич
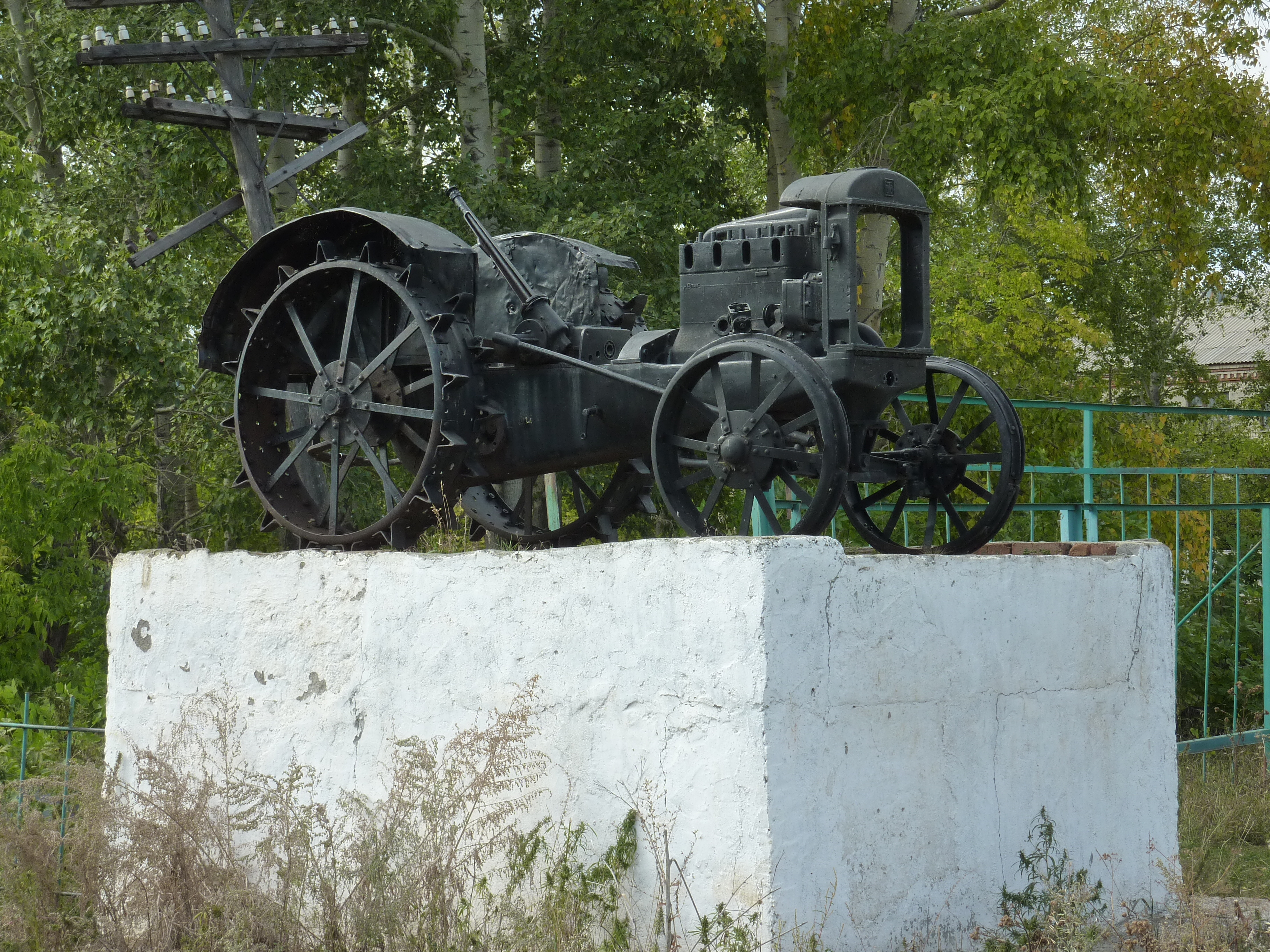
Магнитный
Харьков
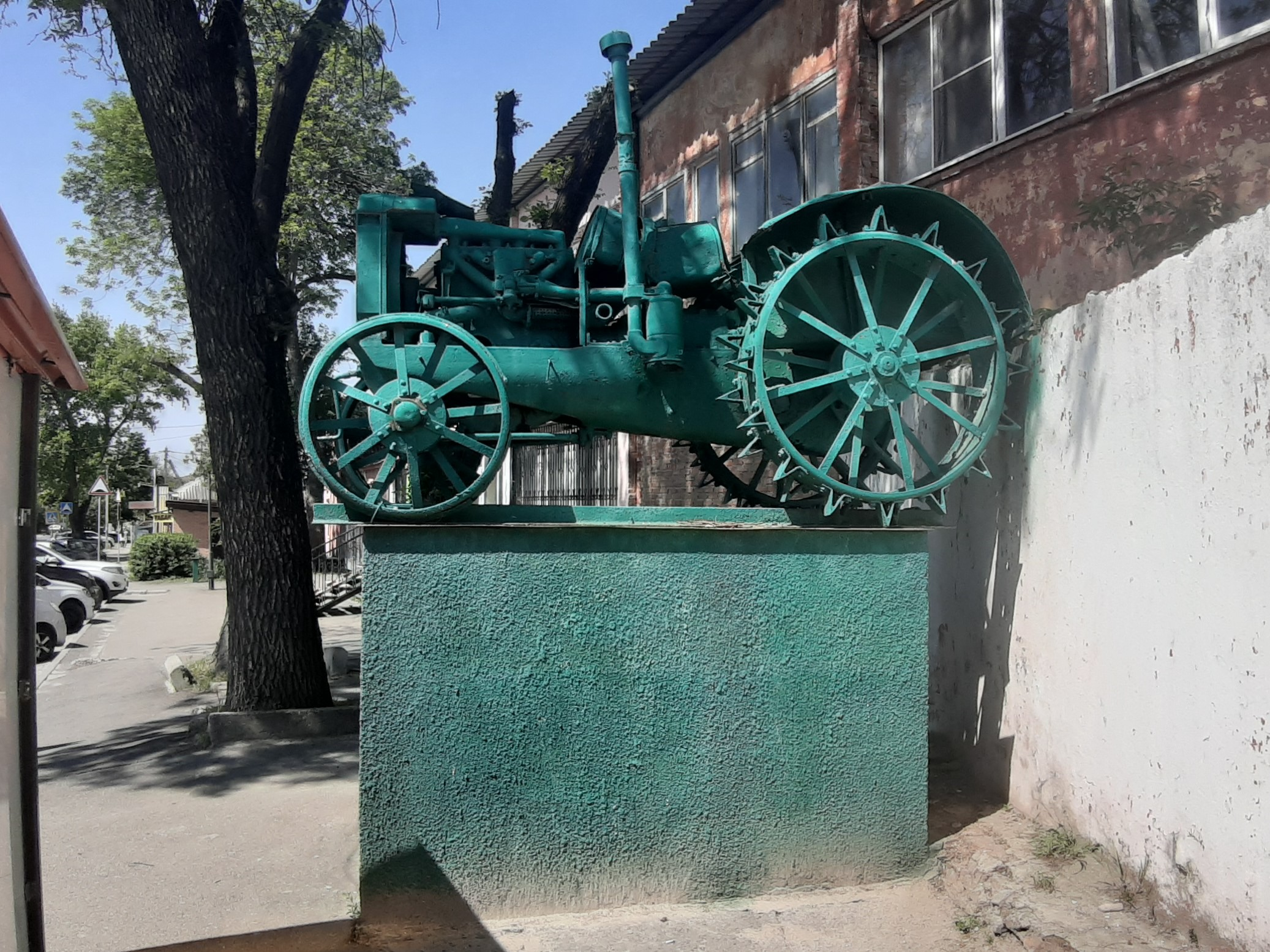
Аксай
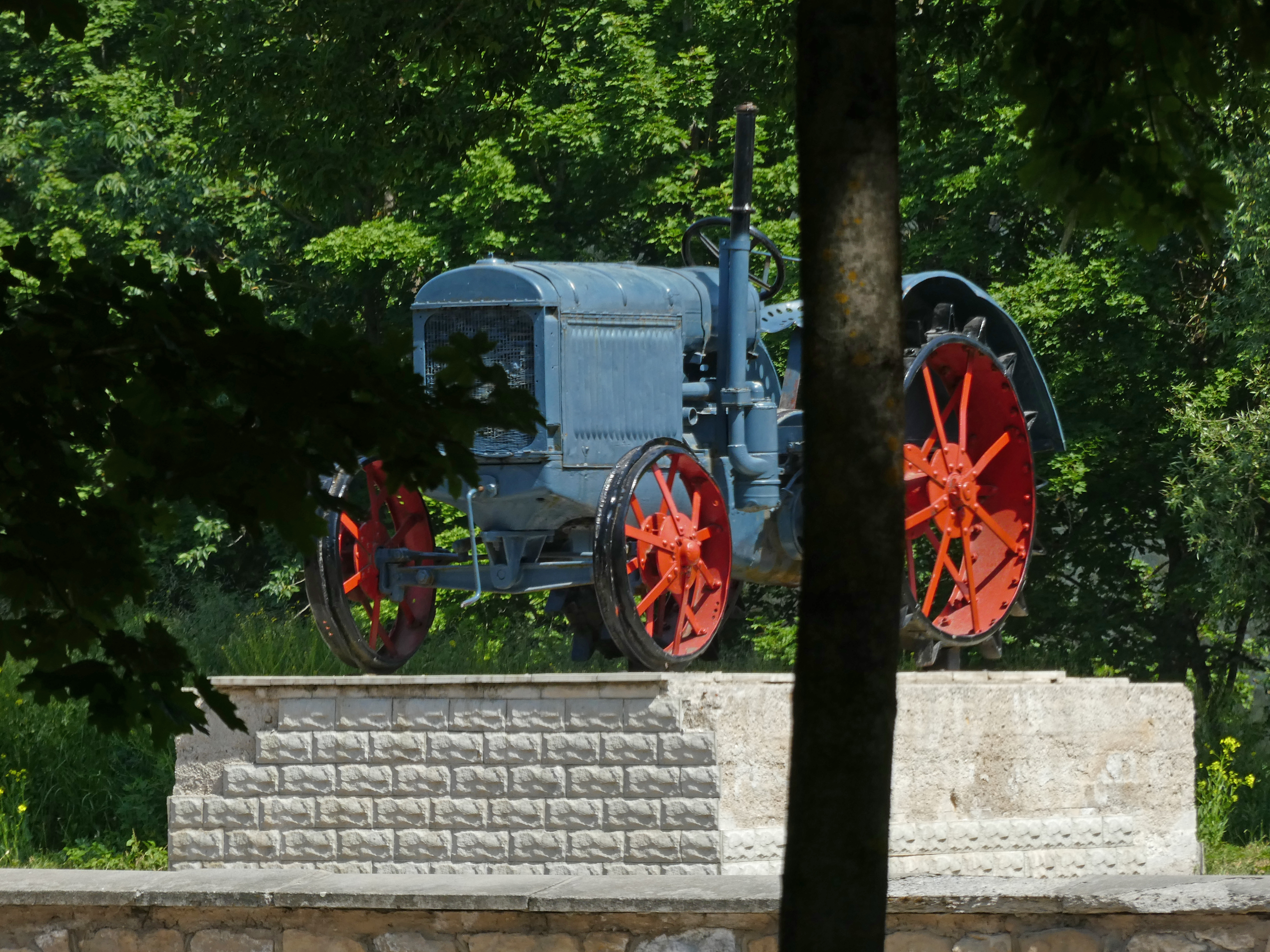
Порхов

## В культуре
- Именно на таком тракторе работала Паша Ангелина.
- Модель трактора СХТЗ 15/30 в масштабе 1:43 вышла в журнальной серии «Тракторы: история люди машины».[3][4]
- Трактор СХТЗ 15/30 появляется в игре «В тылу врага 2: Братья по оружию» под именем «Ultra-1».